# Giovanni Monchiero
Giovanni Monchiero (Canale, 16 luglio 1946) è un politico italiano.

## Biografia
Laureato in scienze politiche, ha ricoperto diversi incarichi nell'ambito dell'amministrazione sanitaria della regione Piemonte, dirigendo per circa 16 anni, tra il 1991 e il 2012 con alcune interruzioni, l'azienda sanitaria locale di Alba e l'azienda sanitaria ospedaliera San Giovanni Battista, tra il 2002 e il 2006.
Alle elezioni politiche del 2013 è candidato alla Camera dei Deputati, nella circoscrizione Piemonte 1, nelle liste di Scelta Civica per l'Italia (in seconda posizione), venendo eletto deputato della XVII Legislatura.
Da luglio 2015 diventa capogruppo di Scelta Civica per l'Italia alla Camera dei Deputati, succedendo al collega Andrea Mazziotti di Celso, eletto presidente della I Commissione Affari Costituzionali.
A luglio 2016 è tra coloro che si schierano contro la fusione di Scelta Civica con Alleanza Liberalpopolare-Autonomie (ALA) di Denis Verdini, pertanto abbandona il partito assieme ad altri 14 deputati e dà vita al gruppo parlamentare Civici e Innovatori, di cui resta capogruppo. Il 10 luglio 2017 il gruppo cambia nome in Civici e Innovatori-Energie per l'Italia. Quest'ultimo è il movimento di centro-destra di Stefano Parisi, candidato sindaco di Milano nel 2016. Grazie all'apparentamento con il simbolo di Civici e Innovatori di Monchiero, Parisi si presenta alle elezioni politiche del 2018 senza bisogno di raccogliere le firme. Monchiro non si ricandida alle elezioni politiche del 2018. Al 2019 è membro della segreteria di EpI.